# Zygmunt Działyński
Zygmunt Działyński herbu Ogończyk (ur. 1618, zm. 1685) – wojewoda kaliski, syn Pawła i Izabelli Grudzińskiej. Starosta inowrocławski w latach (1650–1685), w 1660 łowczy wielki koronny, został w 1661 wojewodą brzeskokujawskim, wojewodą kaliskim w 1678 r.
Był elektorem Michała Korybuta Wiśniowieckiego w 1669 roku z województwa brzeskokujawskiego, brał udział w konwokacji w 1674 i podpisał elekcję Jana III. Uczestniczył w sejmie koronacyjnym (1676) króla Jana, gdzie złożył podpis pod aktem Confirmatio iurium. W 1678 roku posunięty został na województwo kaliskie. Był wicemarszałkiem Trybunału Głównego Koronnego w 1662 roku. Żonaty był z Katarzyną Franciszką z Witosławskich. Elektor Jana III Sobieskiego z województwa brzeskokujawskiego w 1674 roku.
Właściciel Kórnika od 1676 r. oraz Pakości. Pochowany został w Pakości w kościele Reformatów.
Wnuk Michała, syn Pawła (zm. 1649), starosty inowrocławskiego (1648), kowalskiego i nieszawskiego. Wnukiem Zygmunta był natomiast Aleksander Działyński.